# Murraya
Murraya J.Koenig ex L. è un genere di piante della famiglia delle Rutacee (sottofamiglia Aurantioideae).

## Tassonomia
Il genere comprende le seguenti specie:
- Murraya alata Drake
- Murraya caloxylon Ridl.
- Murraya crenulata (Turcz.) Oliv.
- Murraya elongata A.DC. ex Hook.f.
- Murraya euchrestifolia Hayata
- Murraya glabra (Guillaumin) Swingle
- Murraya glenieii Thwaites ex Oliv.
- Murraya kwangsiensis (C.C.Huang) C.C.Huang
- Murraya lucida (G.Forst.) Mabb.
- Murraya macrophylla (C.C.Huang) F.J.Mou & D.X.Zhang
- Murraya microphylla (Merr. & Chun) Swingle
- Murraya omphalocarpa Hayata
- Murraya paniculata (L.) Jack
- Murraya sumatrana Roxb.
- Murraya tetramera C.C. Huang
- Murraya zollingeri (Yu.Tanaka) F.J.Mou